# Werner Hellwig (Ruderer)
Werner Hellwig (* 19. Juni 1954) ist ein ehemaliger deutscher Rudersportler, der bei Weltmeisterschaften eine Silbermedaille gewann.

## Sportliche Karriere
1976 ruderte Hellwig beim Match des Seniors, einer Vorläuferveranstaltung der U23-Weltmeisterschaften im deutschen Achter und belegte den dritten Platz. 1978 bei den Weltmeisterschaften in Neuseeland überquerte der Deutschland-Achter die Ziellinie mit weniger als einer Sekunde Rückstand auf den Achter aus der DDR und zwei Sekunden Vorsprung auf die drittplatzierten Neuseeländer. Mit Heribert Karches, Diethelm Maxrath, Thomas Scholl und Werner Hellwig kamen 1978 vier Mitglieder des Deutschland-Achters vom Mainzer Ruder-Verein von 1878. Im Jahr darauf ruderte Hellwig mit dem Deutschland-Achter im B-Finale der Weltmeisterschaften 1979 und belegte insgesamt den neunten Rang. Nach dem Olympiaboykott 1980 traten Karches und Hellwig 1981 im Zweier ohne Steuermann an und belegten den zehnten Platz bei den Weltmeisterschaften in München.
Seinen einzigen deutschen Meistertitel gewann Hellwig 1981 zusammen mit Heribert Karches im Zweier.